# 10570 Shibayasuo
10570 Shibayasuo eller 1994 GT är en asteroid i huvudbältet som upptäcktes den 8 april 1994 av de båda japanska astronomerna Kazuro Watanabe och Kin Endate vid Kitami-observatoriet. Den är uppkallad efter japanen Yasuo Shiba.
Asteroiden har en diameter på ungefär 8 kilometer.